# Rionero Sannitico
Rionero Sannitico (Rrunìr in dialetto rionerese) è un comune italiano di 956 abitanti della provincia di Isernia in Molise.

## Geografia fisica
Situato a 1.051 m s.l.m., il territorio circostante è prevalentemente montuoso.
Il paese, attraversato dalla Strada Statale n°17 ha un'importanza significativa, dato che proprio nei pressi del valico di Rionero Sannitico, è collocato (secondo alcuni) il confine tra Appennino centrale e Appennino meridionale.

## Storia
Passato sotto il potere di diverse famiglie nel tardo medioevo-primo rinascimento, Rionero ebbe inizialmente funzione di centro feudale, così come altri paesi poco distanti. I Carafa, la famiglia che maggiormente ha influenzato lo sviluppo della zona fin dalla nascita dell'abitato, hanno lasciato segni indelebili, visibili ancora oggi attraverso il castello - lasciato cadere in rovina dagli attuali proprietari - e la chiesa adiacente, risalente al XVII secolo, che si trova anch'essa in stato di conservazione compromesso a causa di guerre e eventi sismici.
Dopo l'Unità d'Italia, a Rionero si aggiunse il suffisso "Sannitico" per distinguerla da Rionero in Vulture, in Basilicata.

## Monumenti e luoghi d'interesse
La Chiesa Madre, dedicata a San Bartolomeo Apostolo e costruita nel 1717, rappresenta il maggior esempio artistico tra gli edifici sopravvissuti alla guerra e ai terremoti. Al suo interno vi sono ancora presenti degli affreschi, di indubbio valore storico-artistico, risalenti al XVIII secolo. Di altri affreschi, gravemente danneggiati dal terremoto del 1984, è rimasta sfortunatamente solo qualche fotografia a testimonianza di come la Chiesa abbia vissuto tempi più floridi.

## Società

### Evoluzione demografica
Il paese tuttavia sta lentamente e progressivamente subendo un calo demografico.
Abitanti censiti

## Economia
Le risorse economiche del territorio di Rionero Sannitico sono costituite dalle diverse attività artigianali o a conduzione familiare (falegnameria, officina di infissi in alluminio e metallo, lavorazione marmi, estetista, parrucchiera, 2 panifici, un numero impressionante di ditte edili etc.) nonché da allevamenti di bovini, suini e ovini, a cui si aggiunge la consistente presenza del tartufo nero, che supera di gran lunga in quantità il più pregiato bianco.

## Infrastrutture e trasporti
Rionero Sannitico gode di una posizione invidiabile tuttavia mai sfruttata appieno. Oltre la Statale 17, risalente al periodo napoleonico, negli anni settanta fu realizzata la statale 652 che rappresenta una delle principali direttrici del traffico commerciale del centro-sud. L'importanza della strada è testimoniata anche dal fatto che presso Predalve, una contrada ormai completamente disabitata, sorgono due ristori che basano la loro sussistenza sui molti passanti occasionali oltre che su quelli abituali. La strada è utilizzata quasi obbligatoriamente da chi, venendo dalla Campania, vuole raggiungere la vicina Roccaraso (20 km) e i territori dei parchi d'Abruzzo, la più importante realtà di turismo invernale del centro sud. Pur non appartenendo al parco nazionale d'Abruzzo, Lazio e Molise, può essere considerato un'agevole "porta d'ingresso" verso lo stesso.
Dopo il completamento della tratta della variante alla SS 17, che va da Forlì del Sannio a Miranda sono stati ultimati anche i lavori tra Rionero Sannitico e Forlì del Sannio (il 28 dicembre 2011 si è tenuta la cerimonia inaugurale), con un moderno ponte in metallo. Dotata di più svincoli sul territorio rionerese la strada potrebbe dar nuova linfa ad alcune contrade che proprio a causa dell'isolamento sono ormai praticamente disabitate.

## Amministrazione
| Periodo        | Periodo        | Primo cittadino      | Partito                   | Carica  | Note |
| -------------- | -------------- | -------------------- | ------------------------- | ------- | ---- |
| 23 aprile 1995 | 13 giugno 1999 | Giuseppe Fioritto    | Partito Popolare Italiano | Sindaco |      |
| 13 giugno 1999 | 7 giugno 2009  | Orazio Ciummo        | lista civica              | Sindaco |      |
| 7 giugno 2009  | 25 maggio 2014 | Ferdinando Carmosino | lista civica              | Sindaco |      |
| 25 maggio 2014 | 26 maggio 2019 | Tonino Minichiello   | Uniti per Rionero         | Sindaco |      |
| 27 maggio 2019 | 10 giugno 2024 | Palmerino D'Amico    | Cambiamo Rionero          | Sindaco |      |
| 10 giugno 2024 | in carica      | Arnaldo Rossi        | Viviamo Rionero           | Sindaco |      |